# Rafael M. Pedrajo
Rafael Miguel Pedrajo Barrios (San Luis Potosí, San Luis Potosí; 7 de octubre de 1896-Ciudad de México, 20 de noviembre de 1982), conocido como Rafael M. Pedrajo, fue un militar y político mexicano. Se desempeñó como gobernador del Territorio Sur de Baja California de 1938 a 1941 y como secretario particular de Lázaro Cárdenas durante su administración como gobernador de Michoacán y presidente de México.

## Inicios y vida revolucionaria
Hijo de Eligio Pedrajo y Librada Barrios de Pedrajo quienes fabricaban rompope y radicaban en San Luis Potosí y pertenecían a la clase media; en ese lugar estudió la primaria y la secundaria; a causa del mal gobierno de Porfirio Díaz la clase media desapareció; pensando que cambiando su lugar de residencia podrían progresar, se trasladaron a vivir a Morelia; pero en todo México la situación estaba igual que en su ciudad natal, así que en Michoacán se unió a las fuerzas revolucionarias de Martín Castrejón, y coexistió como compañero de armas de Lázaro Cárdenas, Gertrudis Sánchez, Joaquín Amaro Domínguez y llegó al grado de Comandante Revolucionario, pasada la guerra, se fusionó con el Ejército Nacional como Capítán segundo, y se le presentó la oportunidad de estudiar su carrera en el Colegio Militar, la cual aprovechó, y además, aprendió taquigrafía y mecanografía por lo que ascendió a capitán primero. En esa época, se casó con María Concepción González Calvillo, y fue el presidente municipal de Morelia. Posteriormente ascendió al grado de Mayor y lo nombraron Director del Departamento de Policía y Tránsito en México D.F.

## Secretario del presidente Cárdenas
En el periodo presidencial, del 1 de diciembre de 1934 al 30 de noviembre de 1940 entró al gabinete de Lázaro Cárdenas del Río, con la firme convicción de promover la nacionalización de los pocos recursos con los que el país contaba para beneficio de sus habitantes, pero al pasar a ser miembro del gabinete se inició una lucha controvesial con varios representantes heredados por el presidente Abelardo L. Rodríguez, quien fue un incondicional del General Calles, y no estaban de acuerdo con los ideales revolucionarios, como la nacionalización del petróleo, del ferrocarril, el reparto de las tierras etc. el resultado fue que varios miembros del gabinete renunciaron, y el presidente Cárdenas, lo separó del cargo, y propuso al Partido que lo presentaran ante el Congreso de la Unión, como candidato para Gobernador de Baja California Sur.

## Gobernador de Baja California Sur
Los ideales de la Revolución aplicados a la realidad del momento le causaron graves conflictos, y se convirtió en un personaje incómodo para la mezcla del anterior y del nuevo gobierno. Como representaba al "pasado", al pueblo del México revolucionario, y por su trayectoria y poder, tampoco podía ser dejado fuera del gobierno. La solución fue designarlo gobernador del Territorio de Baja California Sur, región que apreció mucho y por la cual trabajó con gran entusiasmo para mejorar la preparación académica y las condiciones de vida de los pobladores apoyando la pesca, la agricultura, pero su principal logro, fue la creación de empleos por la promoción turística para que los mexicanos viajarán a lugares distintos a su entorno habitual, y que conocieran lo que en ese tiempo, eran los atractivos naturales del estado, así que se invitó a los nacionales, a que vieran las maravillas de la naturaleza de esta extensión de nuestro país, como la isla del espíritu santo, playa balandra, el arco, la laguna ojo de liebre etc; Además, instruyó a los lugareños a portar los valores de su cultura nativa, siendo amables con los visitantes, a que cuidaran el entorno, y ayudaran al que lo necesitara, etc; Durante su gestión hubo paz y orden en la región. 
Después de la titulación académica otorgada por el Colegio Militar, y de varias distinciones conferidas por diversas instituciones, además de sus méritos revolucionarios y su experiencia, realizó la carrera de administración pública, y cuando entró a la política por su desempeño en los cargos que le encomendaron, los presidentes Lázaro Cárdenas, Manuel Ávila Camacho, Miguel Alemán Valdez, Adolfo Ruiz Cortines y Adolfo López Mateos propusieron al H Congreso de la Unión, sus ascensos a Teniente-Coronel, Coronel, General Brigadier, General de Brigada, y lo encumbraron hasta el grado de General División.

## En Nuevo Laredo
Los años anteriores a su retiro, Pedrajo se encargó de la administración de las aduanas de Nuevo Laredo, siendo también presidente de la junta de mejoras de la ciudad, y trabajó afanosamente en mejorar la cultura y la calidad de vida de los habitantes, pero fue nuevamente lesionado con heridas de bala por contrabandistas.

## Sus últimos años
En la masonería alcanzó el grado 33 y lo nombraron Gobernador-Director de las Islas Marías, encargándole la organización del penal, el cual convirtió en una cárcel sin rejas, además de que construyó el muelle, las escuelas, el hospital, el almacén y varias obras más. Murió en la Ciudad de México a los 86 años de edad, el 20 de noviembre de 1982 que es uno de los aniversarios de la Revolución Mexicana, ese día, una división completa del Ejército Nacional, le rindió los honores militares que merecía por su alto rango, asistieron su familia, excolaboradores y amigos a su funeral, y lo nombraron en Tamaulipas, hombre ilustre de México.